# Exact Audio Copy
Exact Audio Copy (EAC) — власницька ріппінг-програма для Microsoft Windows. Програму розробив Andre Wiethoff. EAC використовується для перетворення треків стандартних компакт-дисків з аудіо на .wav файли, що потім можна транскодувати в такі формати як MP3, OGG Vorbis, WavPack і FLAC за допомогою зовнішнього кодера. Програма має популярність завдяки високій точності й здатності копіювати серйозно пошкоджені аудіо компакт-диски.